# Course de relais
Pour les articles homonymes, voir Relais.

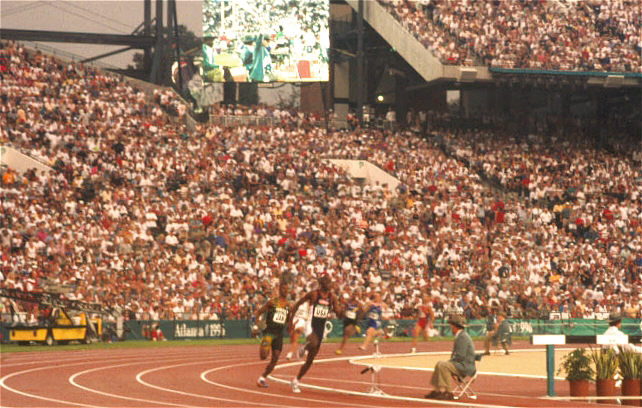
JO Atlanta 1996 - Relais 4 × 400m

La course de relais est une course où chaque membre d'une équipe court l’un après l’autre, l'enchaînement se faisant par la « transmission de témoin » plus généralement un bâton : en athlétisme, il s'agit d'un témoin que les athlètes se transmettent ; dans d'autres sports, il peut s'agir simplement d'une tape dans la main.

## Règles
Le relais 4 × 100 m est une épreuve disputée dans les compétitions officielles. Pour se passer le témoin, il y a une zone de transmission de 30 mètres. Elle est matérialisée par des traits jaunes. Il existe des épreuves féminines et des épreuves masculines.
Le relais 4 × 400 m est la seconde épreuve disputée dans les compétitions officielles. Pour se passer le témoin, il y a une zone de transmission de 20 mètres. Elle est matérialisée par des traits bleus. Le 1er relayeur effectue un tour complet en couloir, le deuxième relayeur se rabat à la corde au bout de 100 mètres. C'est pourquoi il y a un décalage plus important que sur 400 ou 4 × 100 m entre les partants. Il existe également des épreuves féminines et des épreuves masculines.
On rencontre aussi d'autre distances comme le 4 × 200 m, le 4 × 800 m, le 4 × 1 500 m ou le Relais ekiden

## Biathlon
Chaque athlète doit effectuer deux séries de tirs pendant son parcours : une en position couchée et une debout. Il dispose à chaque série de trois cartouches de rechange, chaque tir manqué entraîne une pénalité de 150 m.
- 4 × 7,5 km hommes
- 4 × 6 km dames (3 × 6 km en junior)
- 2 × 6 + 2 × 7,5 km mixte (deux dames et deux hommes)

La première compétition de relais mixte s'est déroulée le 20 mars 2005, à l'occasion de la finale de la coupe du monde, à Khanty-Mansiïsk en Russie.

## Cyclisme sur piste
- Course à l'américaine
- Poursuite par équipes
- Vitesse par équipes

## Natation
Le relais est passé en touchant le mur, en dessous du plot où attend le nageur suivant. Celui-ci peut avoir commencé à basculer en avant, tant que ses pieds touchent encore la plate-forme lors du passage de relais. Suivant les époques et les compétitions, la validité est jugée visuellement ou électroniquement.

### Grand bassin
- Relais 4 × 100 Nage Libre hommes
- Relais 4 × 100 Nage Libre dames
- Relais 4 × 200 Nage Libre hommes
- Relais 4 × 200 Nage Libre dames
- Relais 4 × 100 4 Nages hommes
- Relais 4 × 100 4 Nages dames
- Relais 4 × 100 m nage libre mixte (2 hommes et 2 femmes)[2]
- Relais 4 × 100 m 4 nages mixte (2 hommes et 2 femmes)[2]

### Petit bassin
- Relais 4 × 100 Nage Libre hommes
- Relais 4 × 100 Nage Libre dames
- Relais 4 × 200 Nage Libre hommes
- Relais 4 × 200 Nage Libre dames
- Relais 4 × 100 4 Nages hommes
- Relais 4 × 100 4 Nages dames
- Relais 4 × 50 Nage Libre hommes
- Relais 4 × 50 Nage Libre dames
- Relais 4 × 50 4 Nages hommes
- Relais 4 × 50 4 Nages dames
- Relais 4 × 100 m nage libre mixte (2 hommes et 2 femmes)[2]
- Relais 4 × 100 m 4 nages mixte (2 hommes et 2 femmes)[2]

Les relais suivants ne sont pas reconnus par la FINA
- Relais 4 × 200 4 Nages hommes
- Relais 4 × 200 4 Nages dames
- Relais 4 × 25 Nage Libre hommes
- Relais 4 × 25 Nage Libre dames
- Relais 4 × 25 4 Nages hommes
- Relais 4 × 25 4 Nages dames

## Patinage de vitesse

### Sur piste longue
- Poursuite par équipe

### Sur piste courte
- 3000 m (femmes)
- 5000 m (hommes)

## Ski de fond
- relais 4 × 5 km féminin
- relais 4 × 10 km masculin

## Triathlon
- Championnats du monde de triathlon en relais mixte